# کائمبو
کائمبو (به لاتین: Caombo) یک منطقهٔ مسکونی در آنگولا است که در استان مالانژه واقع شده‌است. کائمبو ۲۱٬۵۱۱ نفر جمعیت دارد.